# Hildeprand
Hildeprand také zvaný Neužitečný (? – po roce 744?) byl v roce 744 králem Langobardů. Jako spoluvládce strýce a krále Liutperta byl na trůn dosazen již kolem roku 735. Po Liutprandově smrti v roce 744 byl zvolen jediným králem Langobardů, ale ještě téhož roku byl svržen Ratchisem, vévodou z Furlanska.

## Životopis
Byl synem Sigipranda, vévody z Asti a bratra Liutperta. Před dosazením na trůn byl i Hildeprand vévodou. V roce 734 se zúčastnil úspěšného obléhání byzantské Ravenny. Buď těsně před nebo po obléhání Liutprand onemocněl a neočekávalo se, že své onemocnění přežije, proto přední langobardští magnáti zvolili novým králem Hildepranda, ale Liutprand se brzy zotavil. Přestože byl s volbou magnátů nespokojen, cítil se zavázán přijmout Hildepranda za svého spoluvládce. I Liutprand byl králem zvolen v době, kdy jeho otec Ansprand byl smrtelně nemocný. V obou případech iniciativu volby nástupce převzala nejvrchnější šlechta. V roce 735 se papež Řehoř II. spojil s byzantským exarchou Eutychiem, vévodou Ursem z Benátska a patriarchou Antoniem z Grady a společně znovu dobyli Ravennu. V tomto druhém obležení podle kroniky Chronicon Venetum byli Hileprand a vévoda Peredeo z Vicenzy zajatí Benátčany.
V roce 739, když Liutprand vedl tažení proti papeži v římském vévodství, Hildeprand pustošil církevní země kolem Ravenny. V srpnu se k němu připojil Liutprand, který zaútočil na Pentapolis. V roce 743 se Liutprandovo zdraví opět začalo zhoršovat a v království Langobardů získávala na síle propapežská strana vedená vévodou Ratchisem. Následující rok Liutprand zemřel a Hildeprand byl bez odporu zvolen jediným králem. Jeho volba proběhla poblíž kostela Santa Maria delle Pertiche v Pavii za přítomnosti langobardské armády. Byl protivníkem Byzantinců i propapežské strany a tak během několika měsíců byl během povstání svržen Ratchisem, který okamžitě s papežem Zachariášem uzavřel mír.